# Asiatisk klolös utter
Asiatisk klolös utter (Amblonyx cinereus) är ett rovdjur i underfamiljen uttrar som förekommer i Sydostasien. Den är nära släkt med de afrikanska arterna i släktet Aonyx och förs av vissa zoologer till samma släkte.

## Kännetecken
Med en kroppslängd av 45 till 61 centimeter, en svanslängd mellan 25 och 37 centimeter och en vikt mellan en och fem kilogram är denna art en av de minsta uttrarna. Pälsens färg på ovansidan är mörkbrun eller grå. Ansiktet och buken är ljusare. Liksom arterna i släktet Aonyx har Amblonyx cinereus förminskade klor. Även djurets simhud är rudimentär och fingrarna har bättre rörlighet.

## Utbredning och habitat
Utbredningsområdet sträcker sig från Indien och södra Kina över Malackahalvön, till Borneo, Java och södra Filippinerna. De vistas i tät vegetation nära vattenansamlingar, till exempel floder, flodmynningarna och längs havets kustlinje.

## Levnadssätt
Dessa djur har ett mer utvecklad socialt beteende än andra uttrar. I familjegruppen finns upp till tolv individer. De leker med varandra och kommunicerar med olika ljud.
Angående födan är de specialiserade på blötdjur och kräftdjur och de har särskilt bra utvecklade tänder för att bryta bytesdjurens skal. I viss mån äter de även fiskar. I motsats till flera andra uttrar upptar de födan med de främre tassarna istället med munnen. När de letar efter föda gräver de med tassarna i sanden eller i leran.

## Fortplantning
Efter dräktigheten som varar i 60 till 64 dagar föder honan ett eller två ungdjur. För födelsen skapas av bägge föräldrar en liten bo i leran där ungarna tillbringar sina första veckor. Efter cirka 80 dagar börjar ungdjuren med fast näring. I motsats till andra uttrar kan honor av denna art para sig två gånger per år.

## Hot
Arten listas av IUCN som missgynnad (Near Threatened). Pälsen anses som mindre värdefull än pälsen av djur i släktet Lutra och därför jagas de bara i mindre skala. Trots allt minskade beståndet på grund av förstöring av djurets levnadsområde.